# Rafael Souza
Rafael Diego de Souza, mais conhecido como Rafael Souza, ou simplesmente Rafael (Porto Alegre, 8 de julho de 1986), é um ex-futebolista brasileiro com nacionalidade italiana que atuava como zagueiro. Rafael é irmão do também zagueiro Cássio que atuou no Lajeadense. Jogou por clubes do Brasil, Suécia, Bulgária e dos Emirados Árabes

## Carreira
Rafael iniciou no futebol atuando nas categorias de base do Grêmio logo aos 7 anos de idade. Uma curiosidade, começou atuando como meia. Permaneceu nas categorias de base do tricolor gaúcho por 10 anos, até ser emprestado ao Juventude. Foi aí que Rafael passou a atuar como zagueiro e virou profissional.

### Avaí
No ano de 2007, Rafael chega ao Avaí, aonde teria atuações de maiores expressões. Ficou marcado na história do time catarinense por fazer parte do elenco na campanha da conquista do acesso à Série A de 2009, além disso foi Campeão Catarinense em 2009 e 2010.
Após várias conquistas, iniciam-se as especulações sobre uma possível saída de Rafael do clube pelo qual se tornou ídolo. Segundo notícias, Rafael teria recebido propostas de quatro times da Itália para contarem com o seu futebol a partir do segundo semestre de 2010, fato este desmentido pelo jogador que garantiu, pelo menos, terminar o ano no Avaí.
Na segunda metade do ano de 2010, durante a parada nas atividades do Avaí devido a Copa do Mundo da FIFA, foi anunciado o empréstimo de Rafael para o Chunnam Dragons da Coreia do Sul até o final da temporada. Rafael viajou para o extremo oriente para se apresentar ao novo clube mas, devido ao descumprimento do acordo feito com o jogador por parte do clube, o jogador voltou para o Avaí.
Logo após a frustrada transferência, surge uma nova proposta, desta vez para o futebol brasileiro, mais especificamente do Flamengo. A diretoria do clube resolve então consultar o treinador do time, Antônio Lopes, que barra a saída do zagueiro e explica que sua presença é de extrema importância para a continuidade das competições que o Avaí disputa, o Campeonato Brasileiro e a Copa Sul-Americana.
Rafael chegou ao Avaí no dia 1º de março de 2007 e, praticamente dois anos após a sua chegada ao clube, completou 100 jogos vestindo a camisa azurra. A marca foi anotada no dia 11 de março de 2010 num jogo válido pelo Campeonato Catarinense contra o Juventus de Jaraguá na Ressacada em que o Avaí venceu por 3 a 1.
No ano de 2011, Rafael chegou a atuar pelo Avaí em 3 jogos válidos pelo Campeonato Catarinense mas, em 11 de fevereiro, foi anunciado o seu empréstimo até o final do primeiro semestre do ano para o Lugano da Suíça.

### Lugano
No time Suíço Rafael atuou em apenas 4 jogos dos 7 que poderia ter atuado, até que sofreu uma grave lesão, uma fratura no tornozelo durante um treinamento do time. Para se recuperar, Rafael voltou ao Avaí e a previsão é que o seu tratamento dure cerca de três meses. Com isso o jogador nem voltou à Europa e permaneceu no Avaí, que é quem possui seus direitos federativos.

### Volta ao Avaí
Após tratar de grave lesão contraída na sua passagem pelo Lugano, ainda em 2011, a notícia era de que Rafael seria regularizado para ajudar o Avaí no Campeonato Brasileiro, mas não foi o que aconteceu e Rafael teve que esperar a temporada terminar. Sua regularização veio apenas em janeiro de 2012. Sua reestreia pelo time foi no dia 1 de fevereiro no jogo em que o Avaí venceu o Brusque fora de casa pela quarta rodada do Campeonato Catarinense, Rafael substituiu seu companheiro Arlan aos 39 minutos do segundo tempo.
Para a partida da sexta rodada do estadual que aconteceria no dia 9 de fevereiro, foi vinculada a notícia de que Rafael poderia começar a partida contra o Marcílio Dias em Itajaí como titular, isso porque o seu irmão Cássio estava suspenso. E foi o que acontece, o Avaí venceu o jogo por 5 a 2 e o primeiro gol do time foi marcado pelo próprio Rafael.

### Joinville
No dia 5 de Janeiro de 2013, Rafael, foi anunciado como reforço do Joinville, para o Catarinense e a disputa da série B.

### ABC
Em fevereiro de 2016 foi anunciado como reforço do ABC.

## Pessoal
Rafael tem um irmão gêmeo (15 minutos mais jovem) chamado Cássio que também atua como zagueiro. Os dois inicaram a carreira juntos nas categorias de base Grêmio aos 7 anos de idade. Ainda atuaram juntos no Juventude e no Avaí.

## Títulos
Avaí
- Campeonato Catarinense: 2009, 2010, 2012

Joinville
- Copa Santa Catarina: 2013

## Individual
- Melhor zagueiro do Campeonato Catarinense - 2007
- Melhor zagueiro do Campeonato Catarinense - 2010[20]

## Estatísticas
Última atualização: 5 de setembro de 2012.
| Clube | Temporada | Jogos | Gols |
| ----- | --------- | ----- | ---- |
| Avaí  | 2007      | 24    | 3    |
| Avaí  | 2008      | 24    | 1    |
| Avaí  | 2009      | 40    | 0    |
| Avaí  | 2010      | 44    | 3    |
| Avaí  | 2011      | 3     | 0    |
| Avaí  | 2012      | 17    | 1    |
| Total | Total     | 152   | 8    |